# Saltatorinae
A Saltatorinae  a madarak osztályának verébalakúak (Passeriformes) rendjébe és a tangarafélék (Thraupidae) családjába tartozó alcsalád.

## Rendszerezésük
Besorolása vitatott, egyes rendszerezők a kardinálispintyfélék (Cardinalidae) családjába sorolják.
- Saltatricula – 2 faj
  - Saltatricula multicolor
  - Saltatricula atricollis

- Saltator – 16 faj
  - fehérfejű szaltator (Saltator albicollis)
  - feketenyakú szaltator (Saltator atricollis)
  - Saltator striatipectus
  - szürke szaltator (Saltator coerulescens)
  - zöldszárnyú szaltator (Saltator similis)
  - fakó szaltator (Saltator maximus)
  - feketesapkás szaltator (Saltator atriceps)
  - feketeszárnyú szaltator (Saltator atripennis)
  - Saltator nigriceps
  - álarcos szaltator (Saltator cinctus)
  - vöröscsőrű szaltator (Saltator grossus)
  - papagájcsőrű szaltator (Saltator fuliginosus)
  - aranycsőrű szaltator (Saltator aurantiirostris)
  - vastagcsőrű szaltator (Saltator maxillosus)
  - fahéjszínszárnyú szaltator (Saltator orenocensis)
  - vöröshasú szaltator (Saltator rufiventris)